# 哈罗德·雷诺兹
哈罗德·雷诺兹（英語：Harold Reynolds，1935年10月12日—），英国男子自行车运动员。他曾代表英国参加1956年夏季奥林匹克运动会自行车比赛，获得公路自行车男子团体计时赛银牌。